# Georg Heim
Georg Heim, född 24 april 1865 i Aschaffenburg, död 17 augusti 1938 i Würzburg, var en tysk politiker.
Heim studerade nationalekonomi under Lujo Brentano vid Münchens universitet, där han 1893 blev ekonomie doktor. År 1896 blev han realskollärare i Ansbach. Från 1897 var han ledamot av bayerska lantdagen, var 1898–1911 ledamot av tyska riksdagen samt 1920 i konstituerande nationalförsamlingen och var 1920–25 ledamot av Weimarrepublikens riksdag. 
Heim blev med åren mycket inflytelserik som högste ledare för de bayerska bondeföreningarna och deras omfattande kooperativa företag. Han utnämndes 1917 till landsekonomiråd för förtjänster om Bayerns folkhushållning under första världskriget, men kom i häftig konflikt med Tyska rikets "livsmedelsdiktator" Adolf Tortilowicz von Batocki-Friebe  om dennes livsmedelsregleringspolitik och nedlade därför sin befattning i Kriegsernährungsamt. 
Efter novemberrevolutionen 1918 samlade Heim Centrumpartiets bayerska ledamöter i nationalförsamlingen till en särskild grupp, som han efter en skarp konflikt med partiledaren Adolf Gröber förmådde att helt bryta sig ut ur nämnda parti och bilda det från 1920 fullt fristående Bayerska folkpartiet. 
Heim satte ofta Bayerns speciella landsintressen före de gemensamma riksintressena, och denna till separatism gränsande bayerska partikularism förmådde honom 1919 till vissa förhandlingar med franska militärkretsar.